# Susan Huggett
Susan Huggett, född den 29 juni 1954 i Bulawayo, Zimbabwe, är en zimbabwisk landhockeyspelare.
Hon tog OS-guld i damernas landhockeyturnering i samband med de olympiska landhockeytävlingarna 1980 i Moskva.